# لیژر ورلد (مریلند)
لیژر ورلد (به انگلیسی: Leisure World) شهری در ایالت مریلند کشور ایالات متحده آمریکا است که جمعیت آن در سرشماری سال ۲۰۱۰ میلادی، ۸٬۷۴۹ نفر بوده‌است.